# Kaskisaari
Kaskisaari (en suédois Svedjeholmen) est une île appartenant à la municipalité d'Helsinki, la capitale finlandaise. Elle est administrativement rattachée au quartier de Lehtisaari et au district de Munkkiniemi. L'île présente une forme légèrement oblongue, 400 mètres de long et 260 mètres de large pour une superficie de près de 7 hectares. Les îles voisines sont Lehtisaari au nord-ouest (reliée par un pont carrossable), Mustasaari à l'est (séparée par un détroit de 80 mètres de large) et Lauttasaari au sud (reliée par un pont réservé aux piétons et aux cycles construit en 1987).
Jusqu'à la fin des années 1950, l'île était partagée entre seulement deux propriétaires: un pharmacien et un homme d'affaires. Elle n'a gagné de nouveaux habitants qu'à partir de 1961. Les principales constructions sont des maisons individuelles, parmi les plus chères de Finlande. Kimi Räikkönen possède une résidence sur l'île.